# Sindicat Agrícola (Conesa)
El Sindicat Agrícola fou una antiga organització agrícola amb seu al nucli de Conesa (la Conca de Barberà) protegida com a bé cultural d'interès local. El 1920 s'enderroca l'antiga ferreria del poble (Can Mateu) per construir el sindicat el 1921. Cada soci participà amb una quantitat entre 300 i 500 pessetes i amb dos o cinc pins per l'embigat. Avui dia ha perdut la seva funció agrícola i allotja un cafè als seus baixos.
L'edifici, de tres plantes, es construí en pedra i la planta baixa, a diferència dels murs laterals i els altres dos pisos, amb carreus regulars. A la part superior es combinà amb maons que assenyalen el perímetre de les finestres, la cornisa i uns merlets amb òculs que decoren el frontó.